# Diphalangium graminifolium
Diphalangium graminifolium är en amaryllisväxtart som beskrevs av Johannes Conrad Schauer. Diphalangium graminifolium ingår i släktet Diphalangium och familjen amaryllisväxter. Inga underarter finns listade i Catalogue of Life.